# Mortemer
Mortemer é uma comuna francesa na região administrativa da Normandia, no departamento de Sena Marítimo. Estende-se por uma área de 8,64 km². Em 2010 a comuna tinha 84 habitantes (densidade: 9,7 hab./km²).